# Exciter (album)
Exciter este al zecelea album de studio al trupei Depeche Mode.

## Ediții și conținut

### Ediții originale
Ediții comerciale în Marea Britanie
- cat.# CD STUMM 190 (album pe CD, lansat de Mute)
- cat.# MD STUMM 190 (album pe MiniDisc, lansat de Mute)

Ediție comercială în SUA
- cat.# 9 47960-2 (album pe CD, lansat de Reprise)

Ediție promoțională în SUA
- cat.# 2A-47960-B (album promoțional pe CD, lansat de Reprise, în avans)

Conține CD-ul original, cateva foi de hârtie cu comunicatul de presa, datele și locațiile turneului de promovare, biografie, album credits, versuri și o fotografie cu formația.
Ediție comercială în Japonia
- VJCP68312 (album pe CD, lansat de Virgin)

1. "Dream On" – 4:19
2. "Shine" – 5:32
3. "The Sweetest Condition" – 3:42
4. "When the Body Speaks" – 6:01
5. "The Dead of Night" – 4:50
6. "Lovetheme" – 2:02
7. "Freelove" – 6:10
8. "Comatose" – 3:24
9. "I Feel Loved" – 4:20
10. "Breathe" – 5:17
11. "Easy Tiger" – 2:05
12. "I Am You" – 5:10
13. "Goodnight Lovers" – 3:48

### Ediția pe dublu vinil (2x12")
Ediție comercială în Marea Britanie
- cat.# STUMM 190 (album pe două discuri de vinil de 12", lansat de Mute)

disc 1:
fața A:
1. "Dream On" – 4:19
2. "Shine" – 5:32
3. "The Sweetest Condition" – 3:42

fața B: 
1. "When the Body Speaks" – 6:01
2. "The Dead of Night" – 4:50
3. "Lovetheme" – 2:02

disc 2: 
fața C:	 
1. "Freelove" – 6:10
2. "Comatose" – 3:24
3. "I Feel Loved" – 4:20

fața D:	 
1. "Breathe" – 5:17
2. "Easy Tiger" – 2:05
3. "I Am You" – 5:10
4. "Goodnight Lovers" – 3:48

### Ediția pe casetă audio (MC)
Ediție comercială în Marea Britanie
- cat.# C STUMM 190 (album pe casetă audio, lansat de Mute)

Ediție comercială în SUA
- cat.# *9 47960-4 (album pe caseta audio, lansat de Reprise)

fața A:
1. "Dream On" – 4:19
2. "Shine" – 5:32
3. "The Sweetest Condition" – 3:42
4. "When the Body Speaks" – 6:01
5. "The Dead of Night" – 4:50
6. "Lovetheme" – 2:02

fața B: 
1. "Freelove" – 6:10
2. "Comatose" – 3:24
3. "I Feel Loved" – 4:20
4. "Breathe" – 5:17
5. "Easy Tiger" – 2:05
6. "I Am You" – 5:10
7. "Goodnight Lovers" – 3:48

### Mostre promoționale
Ediție promoțională în Marea Britanie
- cat.# PCD STUMM 190 (mostră promoțională de album pe CD, lansată de Mute), lansat la 14 mai 2001

1. "Dream On" – 4:19
2. "I Feel Loved" – 4:20
3. "When the Body Speaks" – 6:01
4. "The Dead of Night" – 4:50
5. "Goodnight Lovers" – 3:48

Ediție promoțională în SUA
- cat.# PRO-CD-100613 (mostră promoționala de album pe CD, lansată de Reprise)

1. "Dream On" - 4:18
2. "The Dead Of Night" - 4:48
3. "Freelove" - 6:07
4. "I Feel Loved" - 4:17
5. "Breathe" - 5:15
6. "Dream On" (Morel's Pink Noise Edit) (bonus track, nu este menționată la cuprins) - 3:53

### Discul de interviu
Multimedia & Interview Disc în Marea Britanie
- cat. # IPKCD STUMM 190 (2xCD-uri promoționale de interviu, pachet lansat de Mute)

disc 1:  	 
1. "Dream On" (Video)
2. "Exciter" (Electronic Press Kit)
3. Lyrics
4. Photo Gallery
5. Biography
6. Discography
7. Internet Links

disc 2: 	 
1. Interview with Depeche Mode (doar răspunsurile)

CD-ul de interviu în SUA
- cat.# PRO-CD-100616 (CD promoțional de interviu, lansat de Reprise), lansat la 23 aprilie 2001

1. Interview with Depeche Mode

### Boxuri promoționale
Box promoțional în Marea Britanie
- cat.# BCD STUMM 190 (box promoțional, lansat de Mute)

Conține două CD-uri (cat.# CD STUMM 190 și cat.# IPKCD STUMM 190, menționate mai sus), doua cărți postale ăi doua abțibilduri.
Box promoțional în SUA
- fără cat.# (box promoțional, lansat de Reprise)

Există două tipuri de boxuri. Primul tip conține CD-ul promoțional în avans (cat.# 2A-47960-B) și un VHS (cat.# PRO-V-100606, ce nu poate fi achiziționat separat) ce are pe el videoclipul piesei "Dream on" și Electronic Press Kit.
Al doilea tip de box, conține single-ul "Dream on" pe CD (cat.# 2-44982, ce poate fi achiziționat separat, fiind ediție comercială în SUA) în loc de albumul promoțional în avans și același VHS.

## Single-uri

### În Marea Britanie
1. "Dream On" (23 aprilie 2001)
2. "I Feel Loved" (30 iulie 2001)
3. "Freelove" (5 noiembrie 2001)
4. "Goodnight Lovers" (11 februarie 2002)

### În SUA
1. "Dream On" (24 aprilie 2001)
2. "I Feel Loved" (31 iulie 2001)
3. "Freelove" (11 decembrie 2001)